# Вулиця Павла Чубинського (Тернопіль)
Вулиця Павла Чубинського — вулиця в житловому масиві «Канада» міста Тернополя. Розпочинається від вулиці Євгена Коновальця, пролягає на схід, згодом — на північ, далі — на північний схід до проспекту Злуки, де і закінчується. На шляху слідування від вулиці відгалужується й потім примикає вулиця Михайла Вербицького.

## Історія
У 1944—1991 роках мала назву вулиця Кирпоноса, на честь радянського діяча та воєначальника українського походження Михайла Кирпоноса. Сучасна назва від 1991 року на пошану українського етнолога, фольклориста, поета, громадського діяча, автора слів Гімну України Павла Чубинського.

## Забудова
Вулиця Павла Чубинського забудована п'яти- та дев'ятиповерховими житловими будинками. 
Під № 3 розташована Тернопільська загальноосвітня школа І—III ступенів № 23.